# Bilancia commerciale degli Stati Uniti

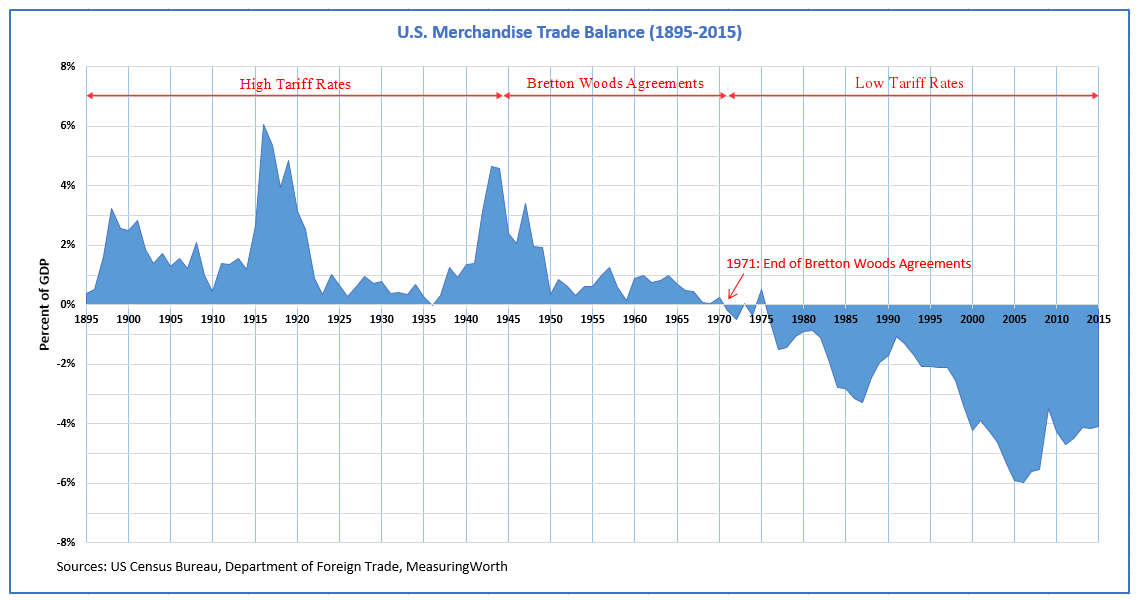
L'andamento della bilancia commerciale degli Stati Uniti d'America (1895–2015) in corrispondenza delle varie politiche commerciali adottate nel tempo.

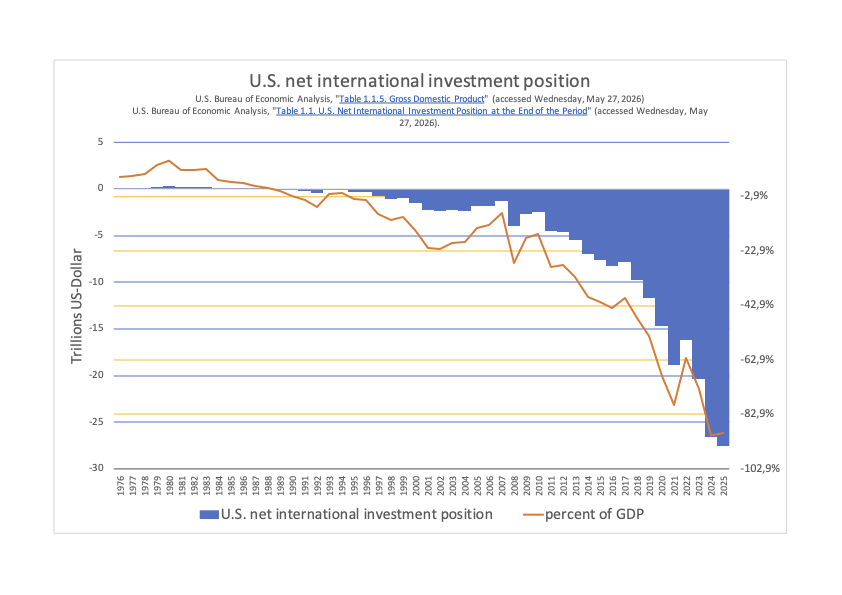
Il deterioramento della posizione netta sull'estero degli Stati Uniti (NIIP, acronimo dell'inglese net international investment position) ha causato molte preoccupazioni tra gli economisti sugli effetti dell'esternalizzazione e del pesante deficit della bilancia commerciale statunitense sul lungo periodo.

La bilancia commerciale degli Stati Uniti d'America dal 1960

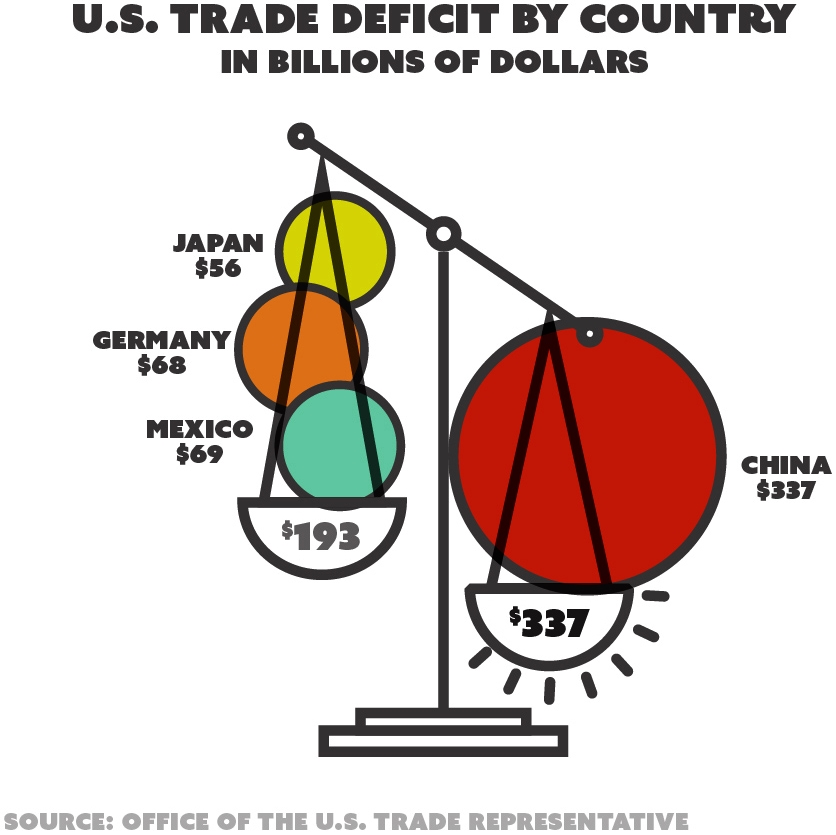
Deficit commerciale statunitense (beni e servizi) in miliardi di dollari per Paese nel 2017.

Sebbene l'ultimo surplus commerciale degli Stati Uniti d'America risalga al 1975, la bilancia commerciale statunitense è entrata in un sostanziale deficit dalla fine degli anni 1990, soprattutto con la Cina e altri paesi asiatici. Tra il 1980 e il 2023 il deficit commerciale statunitense complessivo è stato pari a 42.000 miliardi di dollari, oltre il 150% del PIL americano del 2023. Ciò è stato accompagnato da un tasso di risparmio relativamente basso e da livelli elevati di debito pubblico e societario.
Negli Stati Uniti è tuttora acceso il dibattito sulle cause e gli impatti di questo deficit commerciale e sulla natura delle misure necessarie in risposta, tuttavia l'idea per cui i deficit commerciali bilaterali siano un male in sé e per sé è respinta in modo schiacciante da esperti di commercio ed economisti.

## Storia
Gli anni 1920 segnarono un decennio di crescita economica negli Stati Uniti seguendo una classica politica dell'offerta. Il presidente degli Stati Uniti Warren Harding ha firmato l'atto sulla tariffa di emergenza (Emergency Tariff) del 1921 e la tariffa Fordney-McCumber del 1922. Le politiche di Harding ridussero le tasse e protessero gli affari e l'agricoltura degli Stati Uniti. Dopo la Grande depressione e la seconda guerra mondiale, la conferenza monetaria e finanziaria delle Nazioni Unite (United Nations Monetary and Financial Conference) portò all'accordo valutario di Bretton Woods. Nel 1971, il presidente Richard Nixon mise fine del sistema di cambi fissi di Bretton Woods, decretando l'inconvertibilità del dollaro in oro e lasciando il Paese con una moneta legale fluttuante.
Nel lungo periodo, le nazioni con eccedenze commerciali tendono anche ad avere un surplus di risparmio. Gli Stati Uniti hanno in genere sviluppato tassi di risparmio inferiori rispetto ai suoi partner commerciali, che hanno avuto la tendenza ad avere eccedenze commerciali. Italia, Germania, Francia, Giappone e Canada hanno mantenuto tassi di risparmio più elevati rispetto agli Stati Uniti nel lungo periodo.

## Effetti
Alcuni economisti ritengono che il prodotto interno lordo e l'occupazione possano essere trascinati giù da un deficit commerciale fuori misura sul lungo periodo. Secondo altri, invece, il deficit commerciale può persino avere effetti positivi sull'economia.
I posti di lavoro nel settore della produzione di ricchezza negli Stati Uniti, come quelli nel settore manifatturiero e dei software informatici, sono stati spesso sostituiti da impieghi nel settore dei servizi a basso reddito, come quelli nel commercio al dettaglio e nel governo quando l'economia si è ripresa dalle recessioni. Alcuni economisti sostengono che gli Stati Uniti stiano prendendo a prestito per finanziare il consumo di importazioni accumulando nel contempo somme di debito insostenibili.
L'ultimo surplus commerciale degli Stati Uniti d'America risale al 1975.
Nel 1985, gli Stati Uniti avevano appena iniziato un crescente deficit commerciale con la Cina. Durante gli anni 1990, il disavanzo commerciale degli Stati Uniti è diventato un deficit commerciale a lungo termine cronicamente eccessivo, soprattutto con l'Asia. Entro il 2012, il disavanzo commerciale degli Stati Uniti, il deficit del bilancio fiscale e il debito federale sono aumentati fino a raggiungere livelli da primato o prossimi a seguito di decenni di attuazione di ampie politiche incondizionate o unilaterali di libero scambio e accordi commerciali formali.
Nel 2006, le principali preoccupazioni economiche si concentravano su: debito pubblico elevato ($9 miliardi), debiti aziendali non bancari elevati ($9 miliardi), debito ipotecario elevato ($9 miliardi), debito elevato delle istituzioni finanziarie ($12 miliardi), debiti del servizio sanitario ($34 miliardi), difficoltà finanziarie dei servizi sociali ($12 miliardi), alto debito estero (importo dovuto ai prestatori stranieri, il più alto del mondo con 16 miliardi di dollari al settembre 2012), e un grave deterioramento della posizione patrimoniale netta internazionale degli Stati Uniti (NIIP) (-24% del PIL), alti deficit commerciali e un aumento dell'immigrazione clandestina.
Questi problemi hanno sollevato preoccupazioni tra gli economisti e i passivi non finanziati sono stati menzionati come un grave problema che affliggono gli Stati Uniti nel discorso sullo stato dell'Unione del 2006 dal Presidente George W. Bush. Il 26 giugno 2009, Jeff Immelt, amministratore delegato di General Electric, ha chiesto agli Stati Uniti di aumentare l'occupazione di base manifatturiera al 20% della forza lavoro, commentando che gli Stati Uniti hanno esternalizzato troppo in alcune aree e non possono più fare affidamento sul settore finanziario e spesa dei consumatori per stimolare la domanda.
Il 45º Presidente degli Stati Uniti Donald Trump ha proposto di aumentare le tariffe sulle esportazioni cinesi e messicane negli Stati Uniti in modo significativo, per ridurre il deficit commerciale del Paese salito a 800 miliardi di dollari, di cui circa 500 nei confronti della sola Cina.
| Paese               | Esportazioni | Importazioni | Saldo commerciale | Commercio totale |
| ------------------- | ------------ | ------------ | ----------------- | ---------------- |
| Cina                | 115 775      | 462 813      | −347 038          | 578 588          |
| Giappone            | 63 264       | 132 202      | −68 938           | 195 466          |
| Germania            | 49 362       | 114 227      | −64 865           | 163 589          |
| Messico             | 230 959      | 294 151      | −63 192           | 525 110          |
| Irlanda             | 9 556        | 45 504       | −35 948           | 55 060           |
| Vietnam             | 10 151       | 42 109       | −31 958           | 52 260           |
| Italia              | 16 754       | 45 210       | −28 456           | 61 964           |
| Corea del Sud       | 42 266       | 69 932       | −27 666           | 112 198          |
| India               | 21 689       | 45 998       | −24 309           | 67 687           |
| Malesia             | 13 068       | 30 420       | −17 352           | 48 554           |
| Francia             | 30 941       | 46 765       | −15 824           | 77 706           |
| Thailandia          | 11 810       | 27 123       | −15 313           | 40 066           |
| Svizzera            | 22 701       | 36 374       | −13 673           | 59 075           |
| Taiwan              | 26 045       | 39 313       | −13 268           | 65 358           |
| Indonesia           | 6 037        | 19 203       | −13 166           | 25 240           |
| Canada              | 266 827      | 278 067      | −11 240           | 544 894          |
| Israele             | 13 197       | 22 206       | −9 009            | 35 403           |
| Russia              | 5 798        | 14 512       | −8 714            | 20 310           |
| Spagna              | 10 373       | 13 468       | −3 095            | 23 841           |
| Colombia            | 13 099       | 13 796       | −697              | 26 895           |
| Regno Unito         | 55 396       | 54 326       | 1 070             | 109 722          |
| Arabia Saudita      | 18 023       | 16,926       | 1,097             | 34 949           |
| Brasile             | 30 297       | 26 176       | 4 121             | 56 473           |
| Cile                | 12 941       | 8 799        | 4 142             | 21 740           |
| Singapore           | 26 868       | 17 801       | 9 067             | 44 669           |
| Australia           | 22 225       | 9 534        | 12 691            | 31 759           |
| Belgio              | 32 271       | 17 020       | 15 251            | 49 291           |
| Emirati Arabi Uniti | 22 382       | 3 356        | 19,026            | 25 738           |
| Paesi Bassi         | 40 377       | 16 152       | 24 225            | 56 529           |
| Hong Kong           | 34 908       | 7 386        | 27 522            | 42 294           |
| Mondo               | 1 454 624    | 2 188 940    | −734 316          | 3 643 564        |

Secondo gli ultimi dati disponibili di fonte ONU COMTRADE, nel 2015 gli Stati Uniti hanno importato merci per un totale di 2.078 miliardi di Euro (+17,9% rispetto ai 1.763 miliardi del 2014) e ne hanno esportato per un totale di 1.354 miliardi di Euro (+10% sul 2014), registrando un disavanzo commerciale di 724 miliardi di Euro rispetto ai 542 miliardi del 2014.. Nel 2016, gli Stati Uniti hanno esportato merci per $1,42 trilioni e ne hanno importate per $2,21 trilioni, con un passivo della bilancia commerciale di $783 miliardi.

## Serie storica
| Anno | Bilancia | Bilancia                        | Bilancia | Esportazioni | Esportazioni                    | Esportazioni | Importazioni | Importazioni                    | Importazioni |
| Anno | Totale   | Bilancia dei pagamenti dei beni | Servizi  | Totale       | Bilancia dei pagamenti dei beni | Servizi      | Totale       | Bilancia dei pagamenti dei beni | Servizi      |
| --- | -------- | ------------------------------- | -------- | ------------ | ------------------------------- | ------------ | ------------ | ------------------------------- | ------------ |
| 2000 | −369 685 | −446 781                        | 77 096   | 1 082 963    | 784 940                         | 298 023      | 1 452 648    | 1 231 721                       | 220 927      |
| 2001 | −360 685 | −422 370                        | 61 997   | 1 015 366    | 731 331                         | 284 035      | 1 375 739    | 1 153 700                       | 222 039      |
| 2002 | −420 665 | −475 244                        | 54 579   | 986 096      | 698 037                         | 288 059      | 1 406 762    | 1 173 281                       | 233 480      |
| 2003 | −496 242 | −541 643                        | 45 401   | 1 028 186    | 730 446                         | 297 740      | 1 524 428    | 1 272 089                       | 252 340      |
| 2004 | −610 837 | −664 764                        | 53 927   | 1 168 120    | 823 584                         | 344 536      | 1 778 957    | 1 488 348                       | 290 609      |
| 2005 | −716 543 | −782 805                        | 66 262   | 1 291 503    | 913 016                         | 378 487      | 2 008 046    | 1 695 821                       | 312 225      |
| 2006 | -761.716 | -837.289                        | 75.573   | 1.457.642    | 1.040.905                       | 416.738      | 2.219.358    | 1.878.194                       | 341.165      |
| 2007 | -705.375 | -821.196                        | 115.821  | 1.653.547    | 1.165.150                       | 488.397      | 2.358.922    | 1.986.347                       | 372.575      |
| 2008 | -708.726 | -832.492                        | 123.765  | 1.841.612    | 1.308.795                       | 532.817      | 2.550.339    | 2.141.287                       | 409.052      |
| 2009 | -383.776 | -509.695                        | 125.919  | 1.583.051    | 1.070.330                       | 512.721      | 1.966.827    | 1.580.025                       | 386.802      |
| 2010 | -495.225 | -648.671                        | 153.446  | 1.853.038    | 1.290.279                       | 562.759      | 2.348.263    | 1.938.950                       | 409.313      |
| 2011 | -549.699 | -740.999                        | 191.300  | 2.125.947    | 1.498.887                       | 627.061      | 2.675.646    | 2.239.886                       | 435.761      |
| 2012 | -537.408 | -741.119                        | 203.711  | 2.218.354    | 1.562.630                       | 655.724      | 2.755.762    | 2.303.749                       | 452.013      |
| 2013 | -461.135 | -700.539                        | 239.404  | 2.294.199    | 1.593.708                       | 700.491      | 2.755.334    | 2.294.247                       | 461.087      |
| 2014 | -489.584 | -749.917                        | 260.333  | 2.376.657    | 1.635.563                       | 741.094      | 2.866.241    | 2.385.480                       | 480.761      |
| 2015 | -498.525 | -761.868                        | 263.343  | 2.266.691    | 1.511.381                       | 755.310      | 2.765.216    | 2.273.249                       | 491.966      |
| 2016 | -502.982 | -749.801                        | 246.819  | 2.215.839    | 1.457.393                       | 758.446      | 2.718.821    | 2.207.195                       | 511.627      |
| 2017 | -550.123 | -805.200                        | 255.077  | 2.352.546    | 1.553.589                       | 798.957      | 2.902.669    | 2.358.789                       | 543.880      |
| 2018 | −578 594 | −878 749                        | 300 155  | 2 542 462    | 1 676 913                       | 865 549      | 3 121 057    | 2 555 662                       | 565 395      |
| 2019 | −559 395 | −857 260                        | 297 865  | 2 546 276    | 1 655 098                       | 891 177      | 3 105 670    | 2 512 358                       | 593 313      |
| 2020 | −653 691 | −912 875                        | 259 185  | 2 160 147    | 1 433 852                       | 726 296      | 2 813 838    | 2 346 727                       | 467 111      |
| 2021 | −848 070 | −1 083 190                      | 235 120  | 2 570 802    | 1 765 853                       | 804 948      | 3 418 871    | 2 849 043                       | 569 829      |
| 2022 | −944 762 | −1 179 941                      | 235 179  | 3 039 405    | 2 090 339                       | 949 065      | 3 984 167    | 3 270 281                       | 713 886      |
| 2023 | −784 890 | −1 063 288                      | 278 398  | 3 071 816    | 2 045 221                       | 1 026 596    | 3 856 707    | 3 108 509                       | 748 198      |
| 2024 | −918 416 | −1 211 747                      | 293 331  | 3 191 594    | 2 083 831                       | 1 107 763    | 4 110 010    | 3 295 578                       | 814 433      |
| Fonte: U.S. Trade in Goods and Services - Balance of Payments (BOP) Basis da U.S. Census Bureau, Economic Indicator Division, 6 giugno 2019. |          |                                 |          |              |                                 |              |              |                                 |              |

Tra il 1970 e il 2022 la bilancia commerciale degli Stati Uniti è stata in media in passivo per un valore pari a -2,23% del prodotto interno lordo, con un minimo del -5,69% nel 2006 e un miglior risultato dello 0,95% nel 1975. In base all'ultimo dato del 2022, il deficit della bilancia commerciale ammonta al -3,82% del Pil statunitense.
Tra il 1980 e il 2023 il deficit commerciale statunitense complessivo è stato pari a 42.000 miliardi di dollari, oltre il 150% del PIL americano del 2023.